# Claude de Villars
Claude Louis Hector de Villars (8. května 1653, Moulins – 17. června 1734, Turín) byl poslední velký generál Ludvíka XIV. a jeden z nejlepších francouzských vojevůdců. Později získal titul generalissima.

## Brzká kariéra
Villars se narodil v Moulins (dnes department Allier) do šlechtické, ale chudé rodiny, jako syn diplomata Pierra de Villars. V roce 1671 Claude vstoupil do francouzské armády. Během francouzsko-holandské války se zúčastnil obléhání Maastrichtu (1673) a po krvavé bitvě u Seneffe (1674) byl povýšen na plukovníka jezdeckého pluku.
Na další povýšení musel čekat dlouho, i přes vynikající službu pod Turennem, Condém a Luxembourgem a svůj šlechtický původ. Důvodem bylo nepřátelství s mocným Louvoisem.
V době mezi válkou s Holandskem a válkou proti Augsburské lize, byl Villars nějakou dobu na neoficiální diplomatické misi v Bavorsku, kde byl stálým společníkem Maxmiliána II. Emanuela.
Do Francie se vrátil roku 1690 a dostal velení nad jízdou francouzské armády ve Flandrech, ale ke konci devítileté války byl vyslán do Vídně jako vyslanec.

## Válka o španělské dědictví

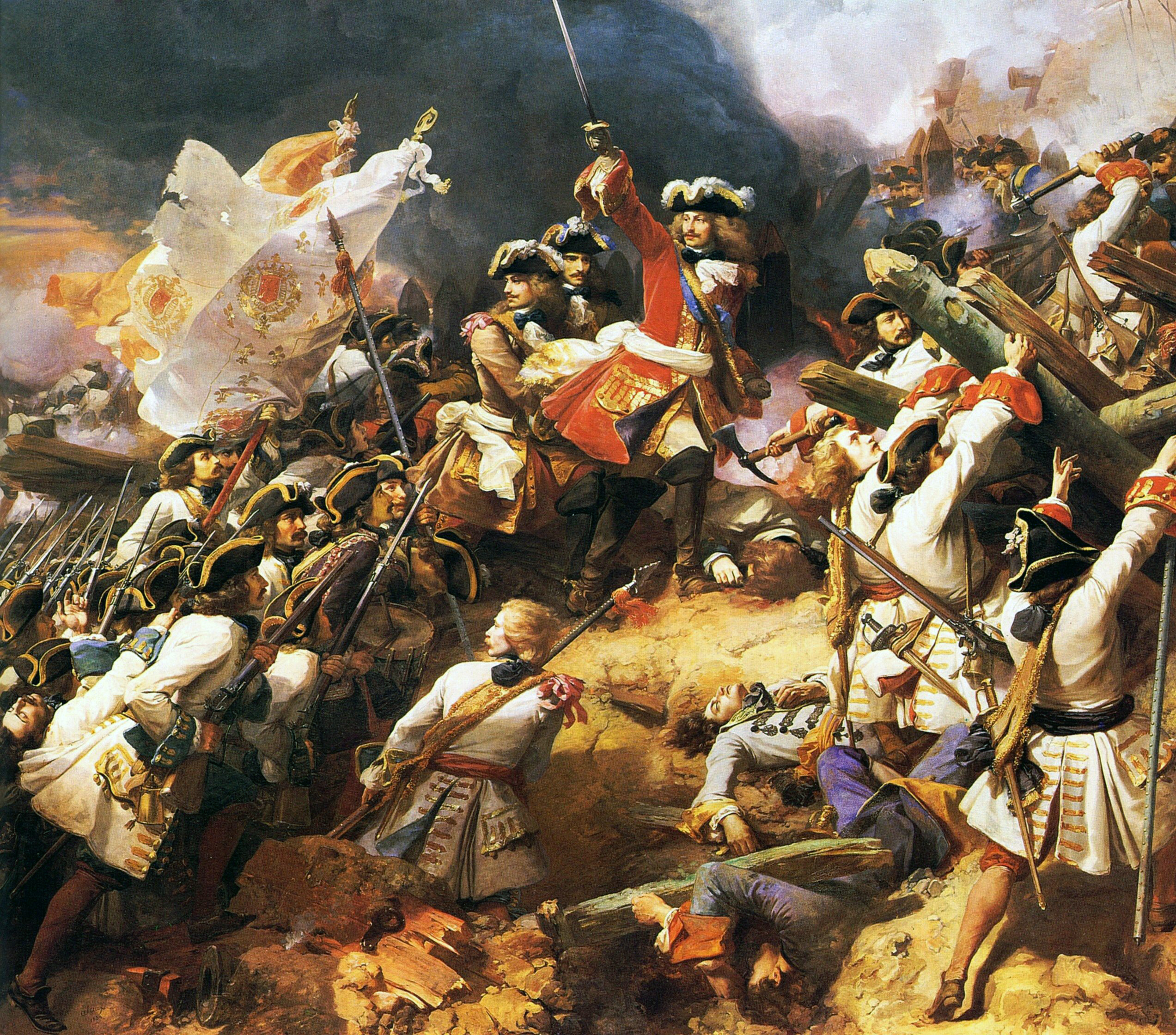
Villars v bitvě u Denain

Roku 1702 vyhrál u Friedlingenu a obdržel hodnost maršála. Další rok porazil Rakušany u Hochstadtu. Poté potlačil povstání v Cevénnes. Za tento úspěch získal titul vévody. Friedlingen a Hochstadt byla neplodná vítězství a operace, jichž byla součástí, jsou plná nevyužitých příležitostí. Villars se tedy proslavil až roku 1709, kdy byla Francie na pokraji prohry.
V tomto roce stál na severní frontě proti Evženu Savojskému a vévodovi z Malborough, dvěma největším vojevůdcům své doby. Tehdy se starý maršál Boufflers podvolil sloužit pod ním a Villars vyzval Francouze, aby něco dali pro blaho vlasti. Tím získal nové prostředky. Následovala krvavá Bitva u Malplaquet, v níž se Villarsovi i přes ústup jeho armády a těžké zranění na koleně podařilo zastavit postup nepřátel. Po bitvě mohl králi právem říci: „Připustí-li Bůh ještě jednu podobnou porážku, může Vaše Veličenstvo počítati s porážkou nepřátel.“
Další dvě tažení proběhla bez boje, ale pak byl Malboroughem vymanévrován. To vedlo k dobytí pevnosti Bouchain. Pak se Angličané stáhli. Následně Villars Evžena Savojského vymanévroval a rozdrtil jeho vojska u Denainu (1712). Tím zachránil Francii. Další rok dobyl na Rýně Landau a zvítězil u Freiburgu. Poté uzavřel s Evženem mír v Rastattu.

## Regentství
V době regentství hrál Villars důležitou roli jako soupeř kardinála Duboise. Účastnil se, již s titulem generalissima králových armád, války o polské nástupnictví (1734), ale brzy po začátku vojenských akcí zemřel 17. června 1734 v Turíně.

## Charakteristika
Villars na jednu stranu byl vychloubačný, toužící po vyznamenání a bohatství, ale na druhou stranu vysoce odvážný, morální.